# Claus Nageler

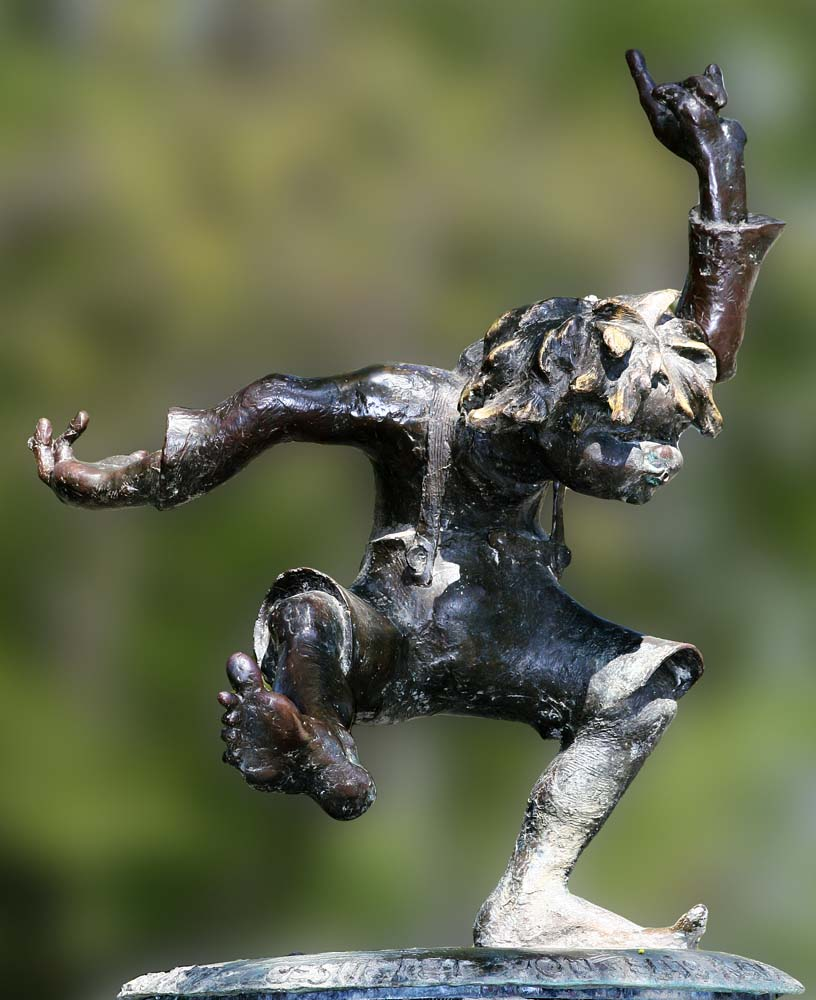
Pumucklbrunnen

Claus Nageler (* 11. Mai 1943 in  Eisenach; † 6. Juli 2017) war ein deutscher Bildhauer.

## Leben
Nageler belegte ein Studium an der Akademie der bildenden Künste in München und war Meisterschüler bei Hans Ladner. Außerdem war er Privatschüler des freischaffenden Künstlers Elmar Dietz und erhielt 1974 den Förderpreis für Bildende Kunst der Landeshauptstadt München.
1995 erfolgte die Gründung der „Freien Schule“ für Bildhauerei. Er war Mitglied der Münchner Secession, im Bund Fränkischer Künstler und im Kulturverein „Die Roseninsel“.
Nageler erhielt Aufträge für Kommunen, Kirchen, Institutionen. Er lebte in Percha am Starnberger See. Er beteiligte sich an Ausstellungen im Haus der Kunst in München, in Kulmbach, im Hollerhaus Irschenhausen, in Plauen, Augsburg und in Frankreich, Italien sowie Taipeh.

## Werke (Auswahl)
In München
- Pferdeskulptur (1980)[2] am Roßmarkt 15 in München
- Waller (1980)[2] vor dem Deutschen Jagd- und Fischereimuseum in München
- Windhund, Ziege und Pfau (1980)[2] am Seehaus in München
- Pumucklbrunnen (1985)[2] in Schwabing
- St.-Pauls-Brunnen (1989) vor der Kirche St. Paul in München
- Türgriffe des Ratskellers am Marienplatz in München
- Türgriffe am Münchner Stadtmuseum
- Ziegenherde in München-Haidhausen

Im Münchner Umland
- Denkmalbrunnen für König Ludwig II. (1984) am Bahnhofsplatz in Starnberg[3]
- Franz-von-Assisi-Brunnen (1980[2] oder wahrscheinlicher 1996[4]) am Franz-von-Assisi-Platz in Karlsfeld
- Zeno-Brunnen in Kirchseeon[2]
- 33 tanzende Schweinchen, Herrmannsdorf[2]